# اوت ۲۰۰۹
اوت ۲۰۰۹ یکی از ماه‌های ۲۰۰۹ (میلادی) است.

## ۱ اوت ۲۰۰۹
- واکنشها به محاکمه و اظهارات متهمان حوادث پس از انتخابات

دفتر اکبر هاشمی رفسنجانی، و همچنین مجمع تشخیص مصلحت نظام جمهوری اسلامی با انتشار بیانیه‌ای، ضمن تکذیب اظهارات محمدعلی ابطحی مبنی بر هم‌قسم شدن هاشمی رفسنجانی، محمد خاتمی و میرحسین موسوی، عنوان داشتند: «معلوم نیست چنین مطالبی در چه شرایط و ملاحظاتی بیان شده است.» جبهه مشارکت نیز در بیانیه‌ای محاکمه تعدادی از اصلاح طلبان را به «شوی مضحک»  و تبلیغاتی تشبیه کرد و کیفرخواست دادستانی تهران را متنی «سیاسی و غیرحقوقی و غیرمستند» دانست. روزنامه کیهان، در گزارشی از نخستین جلسه دادگاه بازداشت شدگان اخیر، میرحسین موسوی و محمد خاتمی را به خیانت متهم کرد. رادیو فردا ۱، رادیو فردا ۲، رادیو فردا ۳
- محاکمه متهمان حوادث پس از انتخابات ایران و برخی چهره‌های اصلاح‌طلب آغاز شد

در ایران ،محاکمه حدود ۱۰۰ تن از بازداشت‌شدگان اعتراضات اخیر به نتایج انتخابات ریاست جمهوری این کشور آغاز شد. در بین متهمین شماری از چهره‌های سیاسی اصلاح طلب و مسئولین سابق کشور چون بهزاد نبوی، محسن میردامادی، محسن امین‌زاده، محمد عطریانفر، محمدعلی ابطحی، محسن صفایی فراهانی و عبدالله رمضان‌زاده نیز حضور داشتند. ابطحی در دادگاه، ضمن نقد خود و رد امکان تقلب در انتخابات، هاشمی رفسنجانی را متهم کرد که قصد «انتقام‌گیری از احمدی‌نژاد و آیت‌الله خامنه‌ای» را داشته و با میرحسین موسوی و محمد خاتمی هم‌قسم شده است. محمد عطریانفر نیز خطاب به آیت‌الله خامنه‌ای گفت «ای پیشوا در برابر تو تسلیم هستیم» رادیوزمانه رادیو فردا، بی‌بی‌سی فارسی ،خبرگزاری مهر + متن کیفرخواست دادستانی تهران
- حمله به مرکز همجنسگرایان در اسرائیل

حمله یک مهاجم مسلح به یک مرکز همجنس‌گرایان در تل‌آویو، حداقل دو کشته و تعدادی زخمی بر جای گذاشته‌است. پلیس اسرائیل می‌گوید که این حمله به احتمال زیاد «تروریستی» نبوده‌است. جامعه همجنس‌گرایان اسرائیل دارای آزادی‌های اجتماعی زیادی در این کشور هستند، هرچند گروه‌های مذهبی محافظه‌کار در اسرائیل با این آزادی‌ها مخالفند. بی‌بی‌سی فارسی

## ۲ اوت ۲۰۰۹
- ادامه واکنشها به دادگاه متهمان حوادث اخیر

میرحسین موسوی در واکنش به جلسه برگزار شده جهت رسیدگی به اتهام‌های بازداشت شدگان پس از انتخابات ریاست جمهوری در ایران، آنرا «دادگاهی تقلبی برای تطهیر انتخاباتی تقلبی» خواند و اظهارات چهره‌های اصلاح‌طلب در دادگاه مبنی بر «اعتراف به ارتباط با بیگانه و برنامه‌ریزی برای ساقط کردن نظام جمهوری اسلامی» را بی اساس و حاصل رنج آنان در مدت حبس و اجبار اعتراف گیران و شکنجه گران آنان خواند. محمد خاتمی، رئیس جمهور پیشین ایران نیز، این دادگاه را نمایشی نامید و اعترافات مطرح شده را فاقد اعتبار و مغایر با قانون اساسی دانست. بی‌بی‌سی فارسی، رادیو فردا

## ۳ اوت ۲۰۰۹
- ناآرامی‌های پراکنده در سطح شهر تهران در اعتراض به تنفیذ

ساعاتی پس از تنفیذ حکم ریاست جمهوری محمود احمدی‌نژاد و در اعتراض به آن، تجمعات پراکنده‌ای در چند میدان اصلی شهر تهران، گزارش شده است و معترضان  با یورش نیرو‌های دولتی و لباس شخصی و همچنین شلیک تیر هوایی و استفاده از گاز اشک‌آور، پراکنده شده‌اند. گفته میشود که مهدی کروبی در میان معترضان مشاهده شده است. جمعیت معترضان در مقابل بیمارستان دی و خیابان توانیر به حدی است که نیروهای پلیس با همراهی لباس شخصی‌ها، برای متفرق کردن آنها از گاز اشک‌آور استفاده کرده‌اند. درگیری‌های شدیدی نیز میان مردم معترض و نیرو‌های امنیتی در میدان آزادی و خیابان آزادی گزارش شده است. رادیو زمانه
- تنفیذ حکم احمدی‌نژاد در غیاب گروهی از شخصیت‌های مهم سیاسی

علی خامنه‌ای، رهبر جمهوری اسلامی ایران، حکم دومین دوره چهار ساله ریاست جمهوری محمود احمدی‌نژاد را در غیاب هاشمی رفسنجانی، ناطق نوری، حسن خمینی، محمد خاتمی، مهدی کروبی و میرحسین موسوی تنفیذ کرد. این مراسم در حضور رؤسای قوای مقننه و قضائیه، دبیر شورای نگهبان، نمایندگان مجلس شورای اسلامی و وزیران و اعضاء دولت برگزار شد. خامنه‌ای در مراسم تنفیذ، با تقدیر از عملکرد چهار ساله احمدی نژاد وی را مردی «شجاع» دانست و بدون نام بردن از مخالفان نتایج انتخابات گفت: «این انتخابات برخی خواص را مردود کرد و برخی جوانان هم که با صداقت و سلامت وارد میدان شده بودند در مواردی اشتباه کردند.» رادیو فردا
- تظاهرات بی‌سابقه زنان در عربستان سعودی

صدها دانشجوی زن در عربستان سعودی، در اقدامی بی‌سابقه به سیاست‌های پذیرشی دانشگاه طائف اعتراض کردند. برپایی تظاهرات در عربستان سعودی کاملا ممنوع است و تاکنون گزارشی از تجمع اعتراضی زنان در این کشور شنیده نشده‌بود. بی‌بی‌سی فارسی، سعودی گازت

## ۴ اوت ۲۰۰۹
- کره شمالی دو خبرنگار آمریکایی را آزاد کرد

در پی سفر بیل کلینتون، رئیس‌جمهوری پیشین ایالات متحده آمریکا به کره شمالی، کیم جونگ ایل رهبر این کشور، فرمان عفو و آزادی دو خبرنگار آمریکایی به نام‌های لورا لینگ و ایونا لی که در مرز کره شمالی و چین دستگیر شده و در کره شمالی زندانی و به دوازده سال حبس با کار اجباری محکوم شده‌بودند را صادر کرده‌است. بی‌بی‌سی فارسی، نیویورک تایمز
- آمریکا: «احمدی‌نژاد رئیس‌جمهوری منتخب ایران است»

در آستانه برگزاری مراسم سوگند ریاست ‌جمهوری محمود احمدی‌نژاد، دولت ایالات متحده آمریکا گفته‌است که او را به عنوان «رئیس‌جمهوری منتخب ایران» به رسمیت می‌شناسد. با این وجود سخنگوی کاخ سفید می‌گوید، او انتظار ندارد تا باراک اوباما به احمدی‌نژاد تبریک بگوید. بی‌بی‌سی فارسی، صدای آمریکا

## ۵ اوت ۲۰۰۹
- تظاهرات معترضان در روز تحلیف محمود احمدی نژاد

به رغم تدابیر شدید امنیتی و حضور پرشمار نیروهای پلیس و شبه نظامی در مناطق منتهی به ساختمان مجلس در هنگام مراسم تحلیف احمدی نژاد، در چندین نقطه از خیابان جمهوری معترضان به تظاهرات پرداخته و تلاش کردند که بر شمار تجمع خود بیفزایند و نیروهای انتظامی و لباس شخصی با تعقیب معترضین و پراکنده کردن آنها با گاز فلفل جلوی هر گونه تجمعی را گرفتند. تجمع‌های اعتراضی در حوالی میدان شهدا و خیابان‌های شمالی منتهی به میدان بهارستان نیز گزارش شده است. رادیو فردا
- برگزاری مراسم تحلیف محمود احمدی نژاد در مجلس شورای اسلامی

مراسم تحلیف محمود احمدی نژاد در تالار جلسات مجلس شورای اسلامی در میان تدابیر گسترده امنیتی در میدان بهارستان و اطراف آن برگزار شد. به گفته گزارشگر تلویزیون دولتی ایران، در این مراسم رئیس قوه قضائیه، اعضای شورای نگهبان، اعضای مجمع تشخیص مصلحت نظام، رئیس دفتر آیت الله خامنه ای، نمایندگان خبرگزاری ها، و تعدادی از مقامات لشکری و کشوری و نمایندگان سفارتخانه های خارجی در تهران، حضور داشتند. اما اکبر هاشمی رفسنجانی، محمد خاتمی، مهدی کروبی، میرحسین موسوی و همچنین اکثر نمایندگان اصلاح طلب مجلس ، از غایبان مراسم تحلیف بودند. بی‌بی‌سی فارسی

## ۶ اوت ۲۰۰۹
- سخنگوی کاخ سفید سخنانش در مورد احمدی نژاد را تصحیح کرد

رابرت گیبز سخنگوی کاخ سفید، اعلام کرد که صحبت‌های روز ۴ اوت ۲۰۰۹ خود در مورد «رئیس جمهور منتخب» خواندن محمود احمدی نژاد را تصحیح می‌کند. سخنگوی کاخ سفید این بار گفت که او نمی‌تواند در مورد این که محمود احمدی نژاد از سوی مردم انتخاب شده یا نه قضاوت کند.او ضمن اشاره به برگزاری مراسم تحلیف محمود احمدی نژاد گفت: واضح است که برای مردم ایران در مورد منصفانه برگزار شدن انتخابات سوال‌هایی مطرح است. ما تصمیم درباره این موضوع را به آن‌ها واگذار می‌کنیم.بی بی سی فارسی
- ادامه اسارت کوهنوردان آمریکایی در ایران

۳ کوهنورد آمریکایی که به اشتباه وارد خاک ایران در مرز نواحی کردستان شده بودند همچنان در اسارت بسر می برند. جمهوری اسلامی ایران این ۳ کوهنورد را «جاسوس» خوانده است. سی بی اس نیوز، رادیو اروپای آزاد، آسوسیتد پرس

## ۷ اوت ۲۰۰۹
- سازمان عفو بین‌الملل: «۱۱۵ نفر بعد از انتخابات در ايران اعدام شده‌اند»

سازمان عفو بین‌الملل  با صدور بیانیه‌ای اعلام کرد: «طی بيش از ۵۰ روز که از انتخابات رياست جمهوری ايران می‌گذرد، دست کم ۱۱۵ نفر در اين کشور اعدام شده‌اند». عفو بین الملل، نظام جمهوری اسلامی ایران را متهم کرده که با نقض فاحش قوانین بین‌المللی،  اعدام‌شدگان را از محاکمه عادلانه محروم کرده‌است. رادیو فردا، بی‌بی‌سی فارسی
- بیت الله محسود، رهبر طالبان پاکستان «کشته شد»

در حالی‌که ارتش آمریکا از کشته‌شدن بیت‌الله محسود رهبر طالبان پاکستان، در یکی از حملات نیروی هوایی ایالات متحده آمریکا خبر داده بودند، مقامات پاکستانی نیز این خبر را تأیید کرده‌اند. رادیو بین‌المللی فرانسه، گاردین
- اتحادیه اروپا: «به احمدی‌نژاد تبریک نخواهیم گفت»

یک سخنگوی اتحادیه اروپا اعلام کرد این اتحادیه به محمود احمدی‌نژاد به خاطر پیروزی در انتخابات «بحث برانگیز» اخیر تبریک نگفته‌است و قصد انجام چنین کاری را نیز ندارد. بی‌بی‌سی فارسی
- گزینه اوباما برای عضویت در دیوان عالی تایید شد

قاضی سونیا سوتومایور، به عنوان نخستین عضو هیسپانیک دیوان عالی آمریکا از مجلس سنای ایالات متحده آمریکا، با ۶۸ رای مثبت در برابر ۳۱ رای منفی، رای اعتماد گرفت. دیوان عالی آمریکا عالی‌ترین نهاد قضایی این کشور است و نه قاضی در آن عضو هستند. بی‌بی‌سی فارسی

## ۸ اوت ۲۰۰۹
- جلسه دوم دادگاه دستگیر شدگان ناآرامیهای پس از انتخابات در ایران آغاز شد

جلسه دوم دادگاه رسیدگی به اتهام های بازداشت شدگان پس از دهمین دوره انتخابات ریاست جمهوری ایران آغاز شد. منابع خبری حضور احمد زید آبادی (روزنامه نگار و دبیرکل سازمان دانش آموختگان دفتر تحکیم وحدت)، علی تاجرنیا (عضو شورای مرکزی جبهه مشارکت ایران اسلامی و نماینده مردم مشهد در مجلس ششم)، شهاب الدین طباطبایی (عضو شورای مرکزی جبهه مشارکت)، هدایت آقایی (عضو شورای مرکزی حزب کارگزاران سازندگی)، محمدجواد امام (عضو سازمان مجاهدین انقلاب اسلامی) را در دادگاه تایید کرده اند و کلوتیلد ریس، شهروند فرانسه که از اول ژوئیه تا کنون در زندان اوین بسر می‌برد و دو کارمند محلی سفارتخانه های فرانسه و بریتانیا نیز در دادگاه حضور دارند. نماینده دادستان در جلسه دوم به طرح اتهام علیه گروهی موسوم به «انجمن پادشاهی» پرداخت. این افراد به هماهنگی و سازماندهی برای انجام «انقلابی مخملی» متهم شده اند. بی بی سی فارسی، رویترز، تایم
- پناهندگی ستارگان ایرانی جشنواره کن به انگلیس

نگار شقاقی و اشکان کوشانژاد، دو هنرمند ایرانی که بخاطر ایفای نقش در فیلم کسی از گربه‌های ایرانی خبر نداره (اثر بهمن قبادی) در جشنواره فیلم کن امسال شرکت کرده بودند از بیم بازداشت شدن توسط مامورین جمهوری اسلامی ایران، به انگلستان پناهنده شدند. خبرگزاری فرانسه

## ۹ اوت ۲۰۰۹
- اتحادیه اروپا به ایران هشدار داد

اتحادیه اروپا در خصوص محاکمه کارمندان سفارتخانه‌های بریتانیا و فرانسه و و نیز شهروندان اروپایی در تهران، به جمهوری اسلامی ایران هشدار داد. حسین رسام تحلیل‌گر ارشد بخش سیاسی سفارت بریتانیا در تهران، نازک افشار کارمند مرکز فرهنگی سفارت فرانسه و کلوتید ریس، تبعه و معلم فرانسوی، سه نفری هستند که در جریان ناآرامی‌های پس از انتخابات در ایران دستگیر شده‌اند. رادیو زمانه، بی‌بی‌سی فارسی، دویچه وله فارسی
- نامه کروبی به رئیس مجلس خبرگان پیرامون موضوع تجاوز به زندانیان سیاسی

نامه ای که ده روز پیش و بطور خصوصی از سوی مهدی کروبی به هاشمی رفسنجانی رئیس مجلس خبرگان و مجمع تشخیص مصلحت نظام نوشته شده و وی خواستار رسیدگی به موضوع تجاوز به زندانیان شده بود بدلیل بی جواب ماندن از سوی رفسنجانی بطور علنی منتشر گردید. کروبی در این نامه از رفسنجانی خواسته بود درباره شنیده‌های حاکی از تجاوز به دختران و پسران در بازداشتگاه‌ها، تحقیق کند. وی گفته است که این مسایل را بطور متواتر (مکرر) و از افرادی که دارای «پست‌های حساس» در کشور بوده‌اند، شنیده است. رادیو فردا ، بی بی سی

## ۱۰ اوت ۲۰۰۹
- هشدار وزارت اطلاعات به رسانه‌ها در ایران

وزارت اطلاعات ایران که به سرپرستی محمود احمدی‌نژاد اداره میشود، به رسانه‌های این کشور هشدار داد که از انتشار اخبار «نادرست» و افشای هویت کارمندان این وزارتخانه خودداری کنند، در غیر این صورت تحت پیگرد قضایی قرار خواهند گرفت. گفتنی است که در هفته‌های گذشته با برکناری غلامحسین محسنی اژه‌ای از مقام ریاست این سازمان، رسانه‌های نزدیک به محافظه‌کاران از عزل برخی از معاونت‌های این وزارتخانه از جمله «حاج حبیب‌الله» معاون ویژه، «خزایی» معاون ضدجاسوسی وزارت اطلاعات و «فیروزآبادی» معاون فنی وزارت اطلاعات خبر داده بودند. رادیو فردا، رادیو زمانه
- استینگ خواستار آزادی کیان تاجبخش شد

استینگ، خواننده نامی موسیقی پاپ جهان، خواستار آزادی بیدرنگ کیان تاجبخش و ۱۰۰ نفر از فعالان سیاسی دیگر از زندان‌های ایران شد. او «از تمام کسانی که در جوامع دمکراتیک زندگی می‌کنند» درخواست کرد که «علیه سیستم کنونیِ رژیم ایران که با سرکوب سیاسی و نقض حقوق بشر فعالین را تهدید به سکوت میکند ندای اعتراض بلند کنند» و افزود «بدون آزادی بیان و حق اعتراض دمکراسی واقعی امکان پذیر نیست». میامی هرالد، UKPA، مترو هالیفاکس (کانادا)
- مرتبط شمردن ۳ کوهنورد آمریکایی با ناآرامی‌های اخیر ایران

محمد کرمی راد عضو کمیسیون امنیت ملی جمهوری اسلامی ایران و سیاست خارجی مجلس شورای اسلامی، ورود اشتباهی ۳ گردشگر و کوهنورد آمریکایی به ایران را مرتبط با «اغتشاشات» بعد از برگزاری انتخابات ریاست جمهوری خواند و اعلام کرد «ورود غیرقانونی این افراد نمی‌تواند بی‌ارتباط با دخالت‌های آمریکا در امور کشورهای منطقه باشد و همچنین در راستای هماهنگی با ضد انقلاب صورت می‌گیرد». سارا شرود، شین باور، و جاشوا فاتال، هر ۳ از دانش آموختگان دانشگاه برکلی بوده و به قصد دیدار آبشاری در مرز کردستان و ایران اشتباها وارد مرز ایران شده بوندند. رویترز، ایرنا، لس آنجلس تایمز

## ۱۱ اوت ۲۰۰۹
- ابراز نگرانی مراجع تقلید از اوضاع اخیر

آیت‌الله بیات زنجانی در دیدار با اعضای شورای سیاستگذاری سایت سلام و ابراز نگرانی آنان  نسبت به ناامیدی مردم و دور شدن از خط امام اعلام کرد: ولی فقیه هر گاه از قانون اساسی و خبرگان رهبری تبعیت نکند «خود به خود از جایگاه خود محروم می‌شود». پیشتر از این نیز آیت‌الله یوسف صانعی نسبت به برگزاری دادگاه‌های نمایشی جمهوری اسلامی علیه مخالفین انتخابات هشدار داده و آن را «مخالفتی روشن و آشکار با قرآن و وحی و حکم الهی» اعلام کرده بود. پایگاه اطلاع رسانی بیات زنجانی (انعکاس در سلام نیوز)، پایگاه اطلاع رسانی یوسف صانعی (انعکاس بی‌بی‌سی فارسی)
- نماینده موسوی: «فهرست ۶۹ نفره کشته‌ها» به مجلس ارایه شد

نماینده میرحسین موسوی، نامزد معترض انتخابات ریاست جمهوری ایران، می‌گوید که فهرستی شامل نام ۶۹ نفر از کسانی که در اعتراض‌های پس از انتخابات کشته شده‌اند به مجلس شورای اسلامی ارایه کرده‌است. این بیش از دو برابر آماری است که تاکنون از سوی دولت اعلام شده‌است. مقام‌های دولتی ایران تعداد قربانیان اعتراضات پس از انتخابات را حدود ۳۰ نفر اعلام کرده‌اند و هرگز مسئولیت کامل مرگ این افراد را به‌عهده نگرفته‌اند. بی‌بی‌سی فارسی
- تعداد جدید بازداشت شدگان

علیرضا جمشیدی، سخنگوی قوه قضائیه جمهوری اسلامی ایران از بازداشت ۴۰۰۰ نفر در ناآرامی‌های پس از انتخابات ریاست جمهوری خبر داد. این بالاترین رقمیست که تا کنون از سوی نهادهای رسمی اعلام شده است. ایلنا
- تردید در اصالت مدرک دکترای احمدینژاد و لاریجانی

در پی اتهام برخی رسانه‌ها نسبت به صحت یا سقم وضعیت مدارک تحصیلی علی لاریجانی و احمد توکلی، گزارش‌هایی درباره چگونگی اخذ مدرک دکترای محمود احمدی نژاد نیز مورد توجه قرار گرفته‌است. دویچه وله
- حادثه در پرواز تهران - اصفهان

پرواز شماره ۷۲۹ هواپیمایی آسمان در فرودگاه اصفهان دچار سانحه شد.این هواپیما که قرار بود ساعت ۲۰/۳۰ امشب به سمت اصفهان پرواز کند، با دیرکردی یک ساعت و نیمه و آن هم ساعت ۲۲ به سوی این شهر پرواز کرد، اما در حادثه‌ای شبیه فرودگاه مشهد به هنگام نشستن، دچار حادثه شد. بنا بر این گزارش، فرود نامناسب عوامل پروازی این هواپیما، موجب شد یکی از چرخ‌های این هواپیمای متعلق به شرکت آسمان ترکیده، آتش بگیرد و از آنجا که درهای هواپیما در آن هنگام بسته بوده و مسافران نیز درون آن بودند، مأموران فرودگاه در حال خاموش کردن آتش شدند. سایت خبری تابناک
- اختلال در فعالیت بازار تهران

نیروهای انتظامی و امنیتی ایران با حضور انبوه خود در بازار تهران و جلوگیری از ایستادن مردم در پیاده روها و خیابانها فعالیت اقتصادی را در این مکان مختل کردند. این امر به دلیل احتمال تشکیل تجمع اعتراضی صورت می پذیرد. ایلنا

## ۱۲ اوت ۲۰۰۹
- ایران از سازمان ملل خواست مانع حمله به تاسیسات اتمی‌اش شود

به گزارش آسوشیتد پرس، جمهوری اسلامی ایران از سازمان ملل متحد خواسته است، مانع حمله به تاسیسات اتمی اش شود. دیپلمات ها معتقدند که این حرکت برای اعمال فشار بر اسرائیل و جلوگیری از هرگونه حمله احتمالی این کشور به تاسیسات اتمی ایران است اما «اصغر سلطانیه» نمایندهٔ ایران در آژانس بین المللی انرژی اتمی میگوید این طرح، به دلیل ترس ایران از اسرائیل نبوده و برای آن است که هر گونه حمله به تاسیسات هسته‌ای در هر نقطه جهان ممنوع شود. آسوشیتد پرس، رادیو فردا
- مصباح یزدی برای مقام ریاست جمهوری، مشروعیت الهی قائل شد

محمدتقی مصباح یزدی، یکی از اساتید حوزه علمیه قم، در جمع گروهی از هنرمندان بسیجی در موسسه آموزشی امام خمینی در قم این‌گونه استدلال کرد که وقتی رئیس‌جمهوری از جانب رهبری نصب و تایید می‌شود به عامل او تبدیل شده و از این پرتو نور بر او نیز تابیده می‌شود و لذا «وقتی ریاست جمهوری حکم ولی فقیه را دریافت کرد اطاعت از او نیز چون اطاعت از خداست.» دویچه وله

## ۱۳ اوت ۲۰۰۹
- نگرانی متخصصان سازمان ملل از شکنجه در ایران

یک گروه از متخصصان حقوق بشر سازمان ملل متحد نسبت به شکنجه شدن افرادی که به دلیل اعتراض به نتیجه انتخابات ایران بازداشت شده اند، ابراز نگرانی کرده اند. به گفته این متخصصان، علاوه بر فعالان سیاسی مخالف دولت کنونی و نتایج انتخابات، تعدادی وکیل، روزنامه نگار و مدافع حقوق بشر در بازداشت به سر می برند. مانفرد نواک، گزارشگر ویژه سازمان ملل در خصوص شکنجه گفت که شکایت های زیادی از معترضان بازداشت شده پس از انتخابات ایران دریافت کرده که از آزار و اذیت خود در زندان خبر داده اند.وی افزود که هیچ نظام قضایی نباید به اعترافات ناشی از شکنجه ترتیب اثر دهد. نواک از محاکمه بازداشت شدگان بر اساس اعترافات اجباری ابراز نگرانی کرده است. سی‌ان‌ان، بی‌بی‌سی فارسی، رادیو فردا
- مجمع نمایندگان ادوار مجلس خواستار بررسی عملکرد رهبری شد

مجمع نمایندگان ادوار مجلس طی نامه‌ای به هاشمی رفسنجانی رئیس مجلس خبرگان رهبری، خواستار بررسی عملکرد علی خامنه‌ای رهبر جمهوری اسلامی ایران شد. امضا کنندگان این نامه با بیان اینکه در نظام جمهوری اسلامی، رهبر از مسئولیت مبرا نیست، این بررسی را راهی برای بازگشت اعتماد عمومی و پاسداری از نظام جمهوری اسلامی و قانون اساسی می‌داند. این مجمع از دادگاه ۱۰۰ نفری بازداشت شدگان اخیر و سرکوبی و بازداشت معترضان انتقاد به عمل آورده و بر اساس اصل ۱۱۱ قانون اساسی یادآور شده است: «هر گاه رهبر از انجام وظایف قانونی ناتوان شود یا فاقد یکی از شرایط مذکور در اصول پنجم و یکصد و نهم گردد یا معلوم شود از آغاز فاقد بعضی از شرایط بوده است، از مقام خود برکنار خواهد شد. تشخیص این امر به عهده خبرگان مذکور در اصل یکصد و هشتم است.» رادیو زمانه
- علی‌محمد دستغیب درخواست تشکیل جلسه اضطراری مجلس خبرگان را داد

سید علی محمد دستغیب نماینده استان فارس و از مراجع شیراز با بیان اینکه «ولایت مطلقه، اعلمیت و اعدلیت و پشتیبانی قاطع علما و مردم را می طلبد... و اگر مردم حمایتشان را از این ولایت فقیه برداشتند، ارزش خود را از دست می‌دهد.» از مجلس خبرگان رهبری خواست در جهت احقاق حق مردم و اعادهٔ حیثیت از مرجعیت تشکیل جلسه علنی دهد و به شکایات آنها به وسیلهٔ نمایندگانشان یعنی میرحسین موسوی و مهدی کروبی رسیدگی کند.رادیو زمانه
- آغاز به کار دوباره برخورد دهنده بزرگ هادرون

به گزارش گاردین برخورد دهنده بزرگ هادرون در ماه نوامبر ۲۰۰۹ دوباره شروع به کار می‌کند.این برخورد دهنده که برایش ۹ میلیارد دلار خرج شده‌است در زمستان امسال هنگام اجرا دچار مشکلاتی شد گاردین

## ۱۴ اوت ۲۰۰۹
- حملات شدید خطیب جمعه موقت تهران و دو شهر دیگر ایران به مهدی کروبی

امامان جمعه چند شهر بزرگ ایران (تهران، قم و مشهد) در حملاتی کم سابقه، همزمان خواستار محاکمه مهدی کروبی به دلیل درخواستش برای رسیدگی به موضوع تجاوزهای جنسی در بازداشتگاه‌های ایران شدند. احمد خاتمی، امام جمعه موقت تهران در خطبه‌های این هفته نامه کروبی را نامه‌ای «انحرافی» و «سرتاپا تهمت و افترا» به نظام اسلامی خواند که انتشارش موجب «جشن آمریکا، اسرائیل و بیگانگان» بوده است. وی گفت: «ما از نظام اسلامی انتظار داریم که برخورد مناسب و شایسته را به نمایش بگذارد». علم‌الهدی امام جمعه مشهد نیز در حمله ای کم‌سابقه، کروبی را «پیاده نظام دشمن و عامل استکبار» خواند و خواستار پیگرد قضایی او شد. همچنین محمد سعیدی، امام جمعه موقت قم اظهار داشت که مطرح‌کنندگان اتهام آزار جنسی بازداشت شدگان اخیر، باید به «اشد مجازات» برسند. بی‌بی‌سی فارسی، رادیو فردا
- شمار مبتلایان به آنفلوآنزای خوکی در ایران به ۱۹۶ نفر رسید

رئیس مرکز مدیریت بیماری‌های واگیردار وزارت بهداشت ایران اعلام کرد تاکنون ابتلای ۱۹۶ نفر به بیماری آنفلوآنزای خوکی در ایران به تأیید رسیده است. وی قدرت اشاعه این بیماری را «سه برابر آنفلوآنزای مرغی» دانست و اظهار داشت که در «۹۸ درصد» موارد ابتلا به این بیماری خفیف است. این مقام وزارت بهداشت درباره چگونگی شیوع این بیماری درایران گفت: «۵۵ درصد از افراد شناسایی شده در خصوص این ویروس، زائرانی هستند که از حج بازگشته‌اند، ۱۰ درصد نیز مسافرانی بوده‌اند که از تایلند آمده‌اند و ۱۶ درصد موارد ابتلا به دلیل تماس با افراد مبتلا در داخل کشور بوده است.» رادیو فردا

## ۱۵ اوت ۲۰۰۹
- میر حسین موسوی: تشکیلات «راه سبز امید» شکل می‌گیرد

میرحسین موسوی نامزد معترض به نتیجه انتخابات می‌گوید که تشکیلاتی فراگیر به نام «راه سبز امید» برای پیگری مطالبات «به حق» مردم شکل خواهد گرفت که بنابه گفته او، «شبکه‌های اجتماعی خودجوش و خودمختار بی‌شمار و گسترده در سطح جامعه» بدنه‌ این جنبش را تشکیل خواهند داد. وی با اشاره به انتشار برخی گزارش‌ها درباره وضعیت بازداشتی‌ها و ضمن «تقبیح عملکرد مسئولان در رویارویی با معترضان» گفت که «اگر اخباری که در روزهای اخیر در مورد بازداشت‌شدگان منتشر شده درست باشد، جا دارد که انسان سر زیر خاک کند.» رادیو زمانه، رادیو فردا
- محاکمه ۷ بهائی در ایران

حسن حداد، معاون امنیت دادسرای تهران، روز شنبه اعلام کرد که محاکمه هفت شهروند پیرو آیین بهایی دستگیر شده، به اتهام «توهین به مقدسات» و «جاسوسی برای اسرائیل»، سه شنبه هفته جاری (۲۷ مرداد ماه) از سوی دادگاه انقلاب و با حضور دیگر وکلای آنان آغاز می شود.» بی‌بی‌سی، رادیو فردا
- رهبر ایران صادق لاریجانی را به ریاست قوه قضائیه منصوب کرد

علی خامنه‌ای، رهبر جمهوری اسلامی ایران، صادق لاریجانی را رسماً به عنوان رئیس جدید قوه قضائیه این کشور منصوب کرده‌است. صادق لاریجانی عضو مجلس خبرگان رهبری و یکی از فقهای شورای نگهبان است که در جامعه مدرسین حوزه علمیه قم هم عضویت دارد. علی لاریجانی، رئیس فعلی مجلس شورای اسلامی و محمدجواد لاریجانی، از چهره‌های مشهور جناح اصولگرا هم برادران او هستند. بی‌بی‌سی فارسی
- انفجار در مقابل مرکز فرماندهی ناتو در کابل

یک انفجار نسبتاً قوی در مقابل ساختمان مرکز فرماندهی نیروهای ناتو در کابل پایتخت افغانستان هفت کشته و ۹۱ زخمی به جا گذاشته‌است. وزارت دفاع افغانستان در خبرنامه‌ای گفته‌است که این حادثه ناشی از انفجار یک خودرو بمبگذاری شده در مقابل در ورودی نیروهای بین المللی یاری امنیتی تحت فرمان ناتو بوده‌است و بمبگذار افراد غیرنظامی را هدف قرار داده‌است. محل انفجار جایی است که کاخ ریاست جمهوری افغانستان و سفارتخانه‌های هند، اسپانیا، ایتالیا وآمریکا در نزدیکی آن قرار دارند. گروه طالبان مسئولیت این انفجار را بر عهده گرفته‌است و هدف از این بمبگذاری را سفارت آمریکا اعلام کرده‌است. بی‌بی‌سی فارسی، رادیو فردا
- ده‌ها کشته و زخمی در اثر حمله حماس به مسجدی در رفح

در پی اعلام تشکیل «امارات اسلامی» در نوار غزه، توسط عبدالطیف موسی، رهبر یک سازمان اسلام‌گرای نزدیک به القاعده، بنام جند انصارالاسلام، درگیری‌های گسترده‌ای میان طرفداران گروه جند انصارالاسلام و شبه‌نظامیان عضو گروه حماس درگرفت. عبدالطیف موسی رسماً در روز جمعه در مسجد ابن تیمیه، شهر رفح در نوار غزه، تشکیل «امارات اسلامی» را اعلام کرده بود. با حمله شبه‌نظامیان حماس به مسجد متعلق به عبدالطیف موسی، ده‌ها تن کشته و زخمی شده‌اند. بی‌بی‌سی فارسی، رادیو  بین‌المللی فرانسه، الجزیره انگلیسی
- آمریکا مخفیانه تکنیک ضد سانسور در ایران و چین را آزمایش می‌کند

کن برمن، مدیر اطلاعات سازمان آمریکایی کنترل برنامه‌های تلویزیونی اعلام کرد که که با استفاده از  تکنیک «feed over email»  کاربران اینترنت در ایران و چین امکان می‌یابند که با دور زدن سیستم کنترل و فیلترینگ صفحات اینترنتی، اخبار مورد علاقه خود را بدون سانسور و محدودیت دریافت کنند.رادیو فرانسه به نقل از خبرگزاری رویترز

## ۱۶ اوت ۲۰۰۹
- عفو بین الملل خواستار تحقیقات مستقل در مورد شکنجه معترضان شد

سازمان عفو بین الملل از رهبر جمهوری اسلامی ایران خواست تا برای تحقیق درباره گزارش‌های منتشر شده در مورد احتمال تجاوز جنسی و شکنجه معترضان انتخاباتی کمیته ای مستقل تشکیل شود. این سخنان در حالی بیان می شود که علی لاریجانی، رئیس مجلس شورای اسلامی، هرگونه آزار جنسی در زندان های ایران را تکذیب کرده و اعلام کرد که حدود صد مورد از چنین ادعاهایی بررسی شده است. در بیانیه عفو بین الملل آمده است که «مقامات ایرانی باید توضیح دهند که این بررسی ها چگونه و توسط چه شخص یا اشخاصی صورت گرفته است.» رادیو ‌ردا
- برگزاری سومین دور از محاکمات متهمان بازداشت شده پس از انتخابات

سومین جلسه دادگاه موسوم به «کودتای مخملی» با حضور چندین نفر از متهمان ناآرامیهای پس از انتخابات برگزار شد و نماینده دادستان متن کیفرخواست را قرائت کرد. در این کیفرخواست، معترضان انتخاباتی به تلاش برای شبیه‌سازی انقلاب‌های رنگی متهم شدند. در متن کیفر خواست که خطاب به قاضی شعبه ۱۵ دادگاه انقلاب اسلامی قرائت شد و برای متهمانی که از دسترسی به وکیل محروم و در دادگاهی بدون هیات منصفه حاضر شده بودند، نماینده دادستان با متهم کردن آنها به اقدام علیه امنیت ملی گفت: «برخی گروه‌های معاند با تحریک هواداران خود به بهانه اعتراض به نتایج انتخابات با راه‌اندازی آشوب‌ و شورش‌های خیابانی سعی در ایجاد اخلال در امنیت کشور نمودند.» رادیو فردا

## ۱۷ اوت ۲۰۰۹
- برخورد پلیس با تجمع اعتراضی در مقابل ساختمان روزنامه اعتماد ملی

پلیس ایران از تجمع ده‌ها تن از هواداران نامزد‌های معترض به نتیجه انتخابات مقابل ساختمان روزنامه اعتماد ملی جلوگیری کرد.
خبرگزاری رویترز به نقل از یک شاهد عینی گزارش کرد که این افراد، هنگام پراکنده شدن شعار «الله اکبر»، «مرگ بر دیکتاتور» و «کروبی، کروبی، حمایتت می‌کنیم» سر دادند. گزارش‌ها از درگیری پلیس با گروهی از معترضان حکایت می‌کند که گفته می‌شود دست‌کم پنج تن بازداشت شده‌اند. پلیس برای متفرق کردن معترضان همچون گذشته از باتوم استفاده کرد که این امر موجب زخمی شدن تعدادی از تجمع کنندگان شد. رویترز، زمانه
- برگزاری مراسم تودیع و معارفه روسای سابق و جدید قوه قضائیه

صادق لاریجانی در مراسم معارفه خود به عنوان رئیس قوه قضائیه، گفت که کسی نباید «جرات» کند آرامش و امنیت مردم را سلب کند که در غیر این صورت باید بداند که «دیر یا زود به محکمه عدل فراخوانده» می‌شود. وی تاکید کرد که «در این راستا نسبت به احدی گذشت نخواهد کرد و خاطیان را به دستگاه عدالت خواهد سپرد.» اکبر هاشمی رفسنجانی که برای نخستین بار پس از ماه‌ها غیبت در یک مراسم رسمی و عدم شرکت در مراسم سوگند و تحلیف ریاست جمهوری، در این مراسم شرکت می‌کرد، طی سخنانی نسبت به «نبود» قضاوت عادلانه در جامعه هشدار داد و گفت «اگر مردم بدانند مسیرشان به دستگاه قضایی افتاده و قضات عادلی حقوق آنها را رعایت کرده و تحت تاثیر قدرت‌ها و نفوذها قرار نمی‌گیرند، امنیت در جامعه به وجود می‌آید.» محمود احمدی نژاد نیز در این مراسم به سخنرانی پرداخت و خواستار محاکمه آنچه «صاحبان قدرت و ثروت» نامید، شد. بی بی سی فارسی، رادیو زمانه
- توقیف روزنامه اعتماد ملی تا اطلاع ثانوی

روزنامه اعتماد ملی، یکی از روزنامه‌های منتقد دولت به صاحب امتیازی مهدی کروبی، چند ساعت پس از این‌که سعید مرتضوی دادستان تهران، خبر «توقیف موقت» آن را تکذیب کرد، از سوی بازپرس شعبه ۱۳ دادسرای کارکنان دولت تا اطلاع ثانوی توقیف شد. علت توقیف، از سوی دادسرای کارکنان دولت، «اصرار روزنامه اعتماد ملی بر انتشار مطالب مجرمانه» اعلام شده است. حسین کروبی فرزند مهدی کروبی علت توقیف روزنامه را چاپ نامه پدرش در پاسخ به انتقادهای تند اخیر در مورد احتمال تجاوز جنسی به معترضان در زندان ها نوشته بود. پیش‌تر مهدی کروبی در نامه‌‌‌ای به هاشمی رفسنجانی در رابطه با اعمال خشونت نسبت به بازداشت‌شدگان حوادث اخیر و تجاوزهای جنسی در زندان‌ها ابراز نگرانی کرده بود و به خاطر این نامه از سوی رئیس و شماری از نمایندگان مجلس شورای اسلامی، امامان جمعهٔ شهرهای مختلف، رسانه‌های دولتی و چند تن از فرماندهان نیروهای مسلح مورد حملهٔ لفظی قرار گرفت. زمانه، دویچه وله، بی بی سی فارسی

## ۱۸ اوت ۲۰۰۹
- عضویت خاتمی و کروبی در تشکیلات راه سبز امید

علیرضا بهشتی، مشاور ارشد میرحسین موسوی با اعلام اینکه محمد خاتمی و مهدی کروبی عضو شورای مرکزی تشکیلات « راه سبز امید » هستند گفت که عملی کردن تمام ظرفیت های قانون اساسی به ویژه اصول مربوط به «حقوق ملت» از اهداف این تشکل است. وی درباره ساختار تشکلیلات راه سبز امید گفت «شورای مرکزی این تشکیلات شامل ۵ یا ۶ نفر خواهند بود و یک شورای مشورتی با ۳۰ یا ۴۰ عضو هم برای آن تشکیل خواهد شد.» بهشتی افزود «در این شبکه اجتماعی، به غیر از شورای مشورتی، کمیته های مختلفی وجود دارد که زیر مجموعه شورای مشورتی نیستند و کار خود را انجام می دهند.» رادیو فردا، بی‌بی‌سی فارسی
- حمایت از نامه کروبی در خصوص افشای آزار جنسی بازداشت‌شدگان

میرحسین موسوی رئیس فرهنگستان هنر، در نامه‌ای از «شجاعت و تعهد» مهدی کروبی در افشای تجاوز به برخی بازداشت‌شدگان در زندان قدردانی کرد و گفت که در نظام جمهوری اسلامی، «اصل»، مردم هستند. وی نامه مهدی کروبی را باعث «دستپاچه شدن رسانه غیرملی و روزنامه‌های کودتاچیان» دانسته و به گفته او «این همه دستپاچگی، نشان از دروغی دارد که چون چرکی مسموم روز به روز دامنه خود را گسترش می‌دهد و به بهانه دفاع از اصل نظام، غافلان را به حمایت از خود فرامی‌خواند.» شورای هماهنگی جبهه اصلاحات، سازمان دانش آموختگان ایران (ادوار تحکیم وحدت) و اتحادیه انجمن‌های اسلامی دانشجویان دانشگاه‌های سراسر کشور (دفتر تحکیم وحدت) نیز امروز در بیانیه‌های جداگانه‌ای از مواضع اخیر مهدی کروبی حمایت کرده و آنرا شجاعانه نامیدند. جبهه مشارکت ایران اسلامی نیز با انتشار بیانیه‌ای ضمن محکوم کردن «هتاکی‌ها و حدناشناسی‌ها» علیه مهدی کروبی و توقیف روزنامه اعتماد ملی، حمایت «همه‌جانبه» خود از وی را اعلام کرد. رادیو زمانه ۱، رادیو زمانه ۲

## ۱۹ اوت ۲۰۰۹
- تاخیر احمدی نژاد در ارائه لیست وزرای کابینه دهم به مجلس

در حالی که خبرگزاری های ایران لیست ۱۸ نفر از کابینه دهم را منتشر کرده‌اند، اعضای هیئت رئیسه مجلس شورای اسلامی می گویند: محمود احمدی نژاد تا پایان وقت اداری روز چهارشنبه این فهرست را به مجلس ارائه نکرده است. محمدرضا باهنر، نایب رییس مجلس، گفته است: تا عصر روز چهارشنبه فهرست کابینه به مجلس نرسیده و چنانچه محمود احمدی نژاد لیست کابینه دهم را تا پایان روز چهارشنبه به مجلس ارائه نکند «اولین تخلف دولت دهم ثبت خواهد شد». در فهرست ۱۸ نفره‌ای که خبرگزاری های ایران روز چهارشنبه منتشر کردند، ۱۰ چهره تازه وارد کابینه شده‌اند و هشت نفر از کابینه نهم در دولت دهم حضور دارند. در این فهرست برای سه وزارتخانه بازرگانی، دادگستری و دفاع وزیر معرفی نشده است. رادیو فردا
- دست کم ۷۵ نفر در انفجارهای بغداد جان باختند

پلیس عراق می گوید چند انفجار در بغداد موجب کشته شدن دست کم ۷۵ نفر و زخمی شدن بیش از ۳۰۰ نفر شده است. این انفجارها بطور پی در پی در نزدیکی ساختمان های دولتی، از جمله ساختمان پارلمان عراق در مرکز بغداد روی داد. رادیو فردا
- کروبی خواستار تشکیل نشست سران قوا برای بررسی آزارهای جنسی شد

مهدی کروبی در نامه ای به علی لاریجانی رئیس مجلس شورای اسلامی، خواستار تشکیل جلسه ای با حضور سران سه قوه و رییس مجلس خبرگان برای ارائه مستندات خود درباره آزار جنسی بازداشت شدگان شده است. وی سه هفته پیش در نامه ای به اکبر هاشمی رفسنجانی، رییس مجلس خبرگان، خواستار بررسی مسئله تجاوز به «دختران و پسران» بازداشت شده پس از حوادث انتخابات شد ولی ده روز پس از بی پاسخ ماندن این نامه، وی آن را علنی کرد. انتشار این نامه واکنش های تند اصولگرایان را در پی داشت و از جمله علی لاریجانی، رییس مجلس شورای اسلامی، با رد اتهام وارده از سوی مهدی کروبی از او خواست تا مستندات خود درباره تجاوز به بازداشت شدگان را به کمیته ویژه مجلس ارائه کند. رادیو فردا

## ۲۰ اوت ۲۰۰۹
- رای‌گیری در انتخابات افغانستان رسما پایان یافت

دومین انتخابات ریاست جمهوری و شوراهای ولایتی افغانستان پس از حدود ده ساعت، رسماً به پایان رسیده است و مسئولان کمیسیون انتخابات مهلت رای گیری را یک ساعت تمدید کرده بودند. به گفته مقام های افغانستان، رای گیری با آرامش برگزاری شد. در این انتخابات حامد کرزی، رئیس جمهوری فعلی افغانستان بعنوان نامزد اصلی، عبدالله عبدالله، وزیر خارجه سابق و اشرف غنی، وزیر دارایی سابق با یکدیگر رقابت می کردند. با وجود گزارشهایی در مورد خشونتها در سراسر افغانستان، حضور مردم در مراکز رای دهی کمرنگ نبوده است. حدود هفده میلیون نفر برای شرکت در انتخابات افغانستان ثبت نام کرده بودند. بی بی سی فارسی، رادیو فردا
- احمدی‌نژاد وزیران پیشنهادی خود را به مجلس معرفی کرد

آن طور که خبرگزاری‌های ایران روز پنج شنبه گزارش دادند، محمود احمدی‌نژاد در آخرین ساعات روز چهارشنبه، فهرست ۲۱ وزیر پیشنهادی خود برای حضور در ترکیب کابینه دهم را به هیئت رئیسه مجلس شورای اسلامی ارائه کرد که در میان آنها تنها هفت وزیر کابینه نهم به چشم می‌خورند. پیشتر در روز چهارشنبه محمدرضا باهنر نایب رئیس مجلس شورای اسلامی از عدم ارایه به موقع فهرست وزیران پیشنهادی دولت دهم به مجلس به عنوان تخلف یاد کرده بود. در لیست ارائه شده از سوی احمدی‌نژاد نام سه زن نیز به چشم می‌خورد. این نخستین بار است که در تاریخ سی ساله جمهوری اسلامی، زنان برای عهده‌دار شدن پست وزارت معرفی شده‌اند. رادیو فردا
- مالکی، القاعده و طرفداران صدام را مسئول حملات بغداد دانست

نوری المالکی، نخست وزیر عراق، روز چهارشنبه گروه القاعده و طرفداران صدام حسین را مسئول بمبگذاری‌های بغداد دانست که در جریان آن ۹۵ نفر کشته شدند. به گزارش خبرگزاری آسوشیتدپرس، انفجارهای روز چهارشنبه مرگبارترین حملات از زمان خروج نیروهای آمریکایی از سطح شهرهای عراق در ۳۰ ژوئن تاکنون بوده است. رادیو فردا

## ۲۱ اوت ۲۰۰۹
- درخواست از کمیسر سازمان ملل برای تحقیق در مورد جنایات پس از انتخابات

فدراسیون بین‌المللی جوامع حقوق بشر روز پنج‌شنبه در نامه‌ای سرگشاده از کمیسر عالی حقوق بشر سازمان ملل خواست تا خود برای تحقیق درباره «جنایات ارتکابی» در جریان حوادث پس از انتخابات عازم ایران شود. در این نامه جدید فدراسیون جوامع حقوق بشر که امضای عبدالکریم لاهیجی، نایب رئیس آن را بر خود دارد از خانم ناوانه تم پیلای، کمیسر حقوق بشر سازمان ملل، خواسته شده است که «درباره رقم واقعی کشته‌شدگان، اعمال شکنجه و بدرفتاری در مورد بازداشت‌شدگان و تعداد و شرایط بازداشت صدها تن» و همچنین «زندانیان و خانواده‌های آنان که تحت فشار هستند و چگونگی برگزاری محاکمه‌های نمایشی طی هفته‌های اخیر» تحقیقات همه‌جانبه انجام دهد. رادیو فردا
- جنتی از دستگیر نشدن «سران اغتشاشات» انتقاد کرد

احمد جنتی دبیر شورای نگهبان و امام جمعه موقت تهران روز جمعه در خطبه‌های خود از عدم دستگیری افرادی که وی آنها را «سران اغتشاشات و ریشه فتنه» خواند انتقاد کرد. وی در ادامه سخنان خود اظهار داشت که «عده‌ای در حوادث اخیر دستگیر شدند، اما کسانی که این بلوا را بر پا و آن را فرماندهی کردند دستگیر نشدند». پیشتر نیز دیگر امام جمعه تهران احمد خاتمی با اشاره تلویحی به میرحسین موسوی و مهدی کروبی از قوه قضاییه خواسته بود که با آنان که وی «سران اغتشاش که سر در آخور آمریکا و اسرائیل دارند» خوانده بود، قاطعانه و بی‌رحمانه برخورد کند. در همین حال از قم خبر می‌رسد که آیت‌الله امینی، خطیب نماز جمعهٔ این شهر، خواهان جبران تعدی به مردم و آزادکردن «زندانیان سیاسی بی‌گناه» شده است و با انتقادی تلویحی از روش‌ها و رویکردهای حامیان دولت احمدی‌نژاد، از آنها خواسته است که به آنچه او «لجبازی، خیره‌سری و جریمه کردن‌ها» خواند، پایان دهند.
رادیو فردا، دویچه‌وله

## ۲۲ اوت ۲۰۰۹
- گزارش گروه ناظر انتخاباتی در افغانستان از بروز تخلف

یک گروه ناظر انتخاباتی که بیش از ۷ هزار نفر را برای نظارت بر روند انتخابات به نقاط مختلف کشور اعزام کرده بود در گزارشی مقدماتی می گوید که در انتخابات ریاست جمهوری و شوراهای ولایتی در افغانستان که روز ۲۰ ماه اوت برگزار شد، تخلفاتی صورت گرفته است و شواهدی از پر کردن (غیر قانونی) صندوقهای آرا، رای دادن چند باره از سوی یک نفر و تهدیدهای مستقیم رای دهندگان، نه فقط از سوی طالبان، در دست دارد. در این انتخابات هم ستاد انتخاباتی کرزی و هم ستاد عبدالله خود را برنده میدانند. بی بی سی فارسی
- قرار بازداشت موقت برای «سران اغتشاش‌ها»

محمود سالارکیا معاون دادستان تهران از صدور قرار بازداشت موقت ۱۶۰ تا ۱۷۰ نفر از کسانی که وی آنها را «سران اغتشاش‌ها» معرفی کرده است، خبر داد. سالارکیا امروز شنبه به خبرگزاری دولتی ایرنا گفت که تصمیم‌گیری درباره تمدید قرار بازداشت موقت یا تخفیف این قرار و تبدیل آن به وثیقه برای بازداشتی‌ها، به عهده دادگاه رسیدگی ‌کننده است. این مقام قضایی اظهار داشت که بازداشت‌شدگانی که طی این مدت آزاد نشده‌اند «افرادی هستند که نتوانسته‌اند وثیقه مورد نیاز را تامین کنند.» دادستانی تهران، اتهام برخی از این فعالان که برخی چهره‌های شاخص اصلاح‌طلب نیز در بین آنها هستند را حضور در اتاق فکر «کودتای مخملی» عنوان کرده و محاکمه برخی از آنها را از سه هفته پیش آغاز نموده است. رادیو زمانه
- راه حل هاشمی برای شرایط کنونی ایران

اکبر هاشمی رفسنجانی امروز شنبه در جلسه مجمع تشخیص مصلحت نظام از صاحبان «نفوذ، تریبون و رسانه» خواست به «تفرقه» دامن نزنند و در جهت «وحدت» حرکت کنند. وی گفت: «ایجاد فضای نقادی آزاد، برخورد با قانون‌شکنان و احقاق حقوق افرادی که حقشان ضایع شده، راه‌گشای مسائل کنونی ایران است.» اظهارات رئیس مجلس خبرگان رهبری مشابه سخنانی است که وی ۲۶ تیرماه گذشته در خطبه‌های نماز جمعه تهران ایراد کرده بود و خواستار آزادی بازداشتی‌های مرتبط با انتخابات و ایجاد فضایی باز برای معترضان شده بود. هاشمی اظهار امیدواری کرد مجمع تشخیص مصلحت نظام با حضور شخصیت‌های نخبه و فراجناحی بتواند در «تحقق این مهم پیش‌قدم» باشد. رادیو زمانه
- اوباما: انتخاب افغانستان گام مهمی رو به جلو بود

باراک اوباما، رئیس جمهوری ایالات متحده ضمن هشدار نسبت به  تداوم خشونت‌ها در افغانستان و با تقدیر از برگزاری انتخابات ریاست جمهوری در این کشور، از این رخداد به عنوان «گام مهمی رو به جلو» برای یک کشور «جنگزده» نام برد. وی در سخنان خود شجاعت رای دهندگانی را که به رغم تهدیدهای طالبان به پای صندوق های رای رفتند، تحسین کرد. به رغم تدابیر شدید امنیتی و گماردن یکصد هزار سرباز ناتو و آمریکا به همراه دویست هزار نظامی و مامور پلیس افغانستان برای تامین امنیت انتخابات، گزارش های رسمی بیانگر کشته شدن ۲۶ تن در خشونت های روز انتخابات در این کشور است. سازمان پیمان آتلانتیک شمالی، ناتو و کشورهای غربی دیگر نیز از برگزاری انتخابات ریاست جمهوری در افغانستان تقدیر کرده‌اند. بی بی سی فارسی

## ۲۳ اوت ۲۰۰۹
- اعتراض جبهه مشارکت به رفتارهای «شنیع» با بازداشت شدگان

جبهه مشارکت یکی از احزاب اصلی اصلاح‌طلب ایران و از حامیان میرحسین موسوی در انتخابات ریاست جمهوری دوره دهم، با صدور بیانیه‌ای به آنچه «رفتارهای شنیع عوامل کودتا در تجاوز به حریم خصوصی و خانوادگی بازداشت شدگان» خوانده، اعتراض کرده است. این حزب که دبیرکل، قائم مقام دبیرکل و تعداد زیادی از اعضای شورای مرکزی آن بعد از انتخابات ریاست جمهوری بازداشت شده‌اند، خبر از برگزاری دادگاه‌های ضربتی چند دقیقه‌ای برای بعضی از سران اصلاح طلب در آینده و اجبار بخش عمده‌ای از زنان سیاسی در زندان به اعتراف اخلاقی علیه خود را داده است. جبهه مشارکت همچنین خبر داده که در یکی از جلسات محاکمه قرار است متنی از قول سعید حجاریان که به خاطر شرایط بد جسمانی و روحی قادر به عکس العمل در برابر آن نیست، قرائت شود. بی بی سی فارسی، رادیو زمانه
- روزنامه نگاران و فعالان ایرانی درباره وضعیت کشور هشدار دادند

نزدیک به سیصد روزنامه نگار و فعال ایرانی در داخل و خارج از ایران در نامه‌ای به مراجع تقلید در قم و نیز اکبر هاشمی رفسنجانی، محمد خاتمی، میرحسین موسوی و مهدی کروبی، نسبت به وضعیت جاری کشور که آنرا «سیاه‌ترین برگهای تاریخ کشور» نامیده‌اند، هشدار داده و خواهان اقدام عملی آنها شدند. امضاکنندگان این نامه همچنین خواهان توقف «پیشروی اقتدارگرایان در همین نقطه» و در نتیجه «نجات کشور از ویرانی» شده‌اند. رادیو فردا
- ایران آرژانتین را به دخالت در امور داخلی خود متهم کرد

وزارت خارجه جمهوری اسلامی روز یک‌شنبه در واکنش به موضع مقامات آرژانتینی در قبال انتخاب «احمد وحیدی»، توسط محمود احمدی‌نژاد برای وزارت دفاع، این مقامات را به «دخالت آشکار در امور داخلی ایران» متهم کرد. روز جمعه دولت آرژانتین و رهبران یهودیان بوئنوس آیرس از انتخاب احمد وحیدی برای تصدی وزارت دفاع در دولت دهم ابراز خشم و انزجار کردند و آن را «توهینی به قربانیان بمب‌گذاری سال ۱۳۷۳ در مرکز جامعه یهودیان شهر بوئنوس آیرس و خانواده‌های آنها» خواندند. در این بمب‌گذاری ۸۵ نفر کشته و بیش از ۲۰۰ تن مجروح شدند. رادیو فردا
- بیات زنجانی خواستار قصاص عاملان قتل معترضان شد

آیت الله اسدالله بیات زنجانی از مراجع تقلید شیعیان، «خواستار قصاص عاملان  قتل شماری از معترضان به نتایج انتخابات ریاست جمهوری در ایران و عذرخواهی از مردم به خاطر رویدادهای پس از انتخابات شد.» وی که در مراسم دعای کمیل در مسجد «دارالزهرای» تهران حاضر شده بود، در سخنانی با اشاره به حوادث پس از انتخابات و بازداشت شمار زیادی از فعالان سرشناس سیاسی و تظاهرکنندگان اظهار داشت: «حوادث بعد از انتخابات در خور این مردم بزرگوار نبوده است و باید از توهین‌هایی که به ملت عزیز ایران شد عذرخواهی شود.» رادیو فردا، پایگاه اطلاع‌رسانی بیات زنجانی

## ۲۴ اوت ۲۰۰۹
- محسنی اژه‌ای دادستان کل کشور شد

به گزارش خبرگزاری نیمه رسمی مهر، عصر روز یکشنبه در جلسه مشورتی صادق لاریجانی رئیس جدید قوه قضائیه با قضات دیوان عالی کشور، غلامحسین محسنی اژه‌ای وزیر اطلاعات دولت پیشین احمدی نژاد، «با کسب رای اکثریت قاطع قضات دیوان عالی کشور» به عنوان دادستان جدید کل کشور انتخاب شده است. وزیر اطلاعات دولت نهم یک هفته پیش از پایان دوره نخست ریاست جمهوری احمدی‌نژاد از سوی وی برکنار شده بود. خبرگزاری مهر، رادیو فردا
- کروبی مستندات آزار جنسی را به کمیته ویژه مجلس می‌دهد

مهدی کروبی امروز دوشنبه برای ارائه مستندات خود مبنی بر آزار جنسی زندانی‌های کهریزک با اعضای کمیته ویژه مجلس برای بررسی وضعیت بازداشت‌شدگان دیدار می‌کند. وی روز چهارشنبه هفته گذشته در نامه‌ای خطاب به علی لاریجانی، رئیس مجلس شورای اسلامی، ابراز آمادگی کرده بود که در جلسه‌ای با حضور سران سه قوه مدارک و مستندات خود را در مورد شکنجه و آزار جنسی بازداشت‌شدگان ارائه کند. کروبی همچنین متن اظهارات فردی که گفته شده پس از بازداشت در زندان مورد تجاوز قرار گرفته را منتشر کرد. در این متن که برای انتشار در اختیار وب‌سایت سحام‌نیوز قرار داده شده، نحوه برخورد ماموران قضایی با این فرد نیز ذکر گشته است. رادیو فردا، رادیو زمانه

## ۲۵ اوت ۲۰۰۹
- برگزاری دادگاه چهارم معترضان به نتایج انتخابات

چهارمین دور از محاکمه دسته‌جمعی فعالان سیاسی و روزنامه‌نگاران بازداشت شده در جریان ناآرامیهای پس از انتخابات ریاست جمهوری دهم، روز سه‌شنبه برگزار شد. سپهری که در گزارش خبرگزاری‌های فارس و ایرنا به عنوان معاون دادستان معرفی شده در قرائت کیفرخواست این جلسه، «کودتای نرم» را اتهام اصلی متهمان ذکر کرد و آن را نتیجه «بررسی انگیزه‌های محرکین و طراحان آشوب‌ها» دانست. در این کیفرخواست، بار دیگر نقش رسانه‌های خارجی و سفارت‌خانه‌های کشور‌های دیگر، در شکل‌‌گیری اعتراض‌ها پررنگ نشان داده شد. معاون دادستان تهران، حزب مشارکت، سازمان مجاهدین انقلاب و حزب کارگزاران سازندگی، تشکل‌های عمده اصلاح‌طلب، را متهم کرد که برای ترویج شایعه «تقلب در انتخابات» کمیته صیانت از آرا تشکیل داده بودند و خواستار انحلال حزب مشارکت شد. به گزارش خبرگزاری نیمه‌رسمی فارس، در این دادگاه بهزاد نبوی،‌ سعید حجاریان، محسن صفائی فراهانی، فیض‌الله عرب‌سرخی، عبدالله رمضان‌زاده، محسن میردامادی، ‌سعید شریعتی،‌ کیان تاجبخش،‌ محسن امین‌زاده،‌ مصطفی تاج‌زاده،‌ صادق نوروزی، شهاب طباطبائی،‌ هدایت‌ آقایی، مسعود باستانی، حمزه غالبی، سعید لیلاز،‌ علی تاجرنیا، احمد زیدآبادی،‌ محمدقوچانی،‌ و محمدرضا جلائی‌پور در جایگاه متهم نشستند. رادیو فردا، بی بی سی فارسی
- ایران کاردار آرژانتین در تهران را احضار کرد

به گزارش خبرگزاری‌های ایران، به‌ دنبال انتشار بیانیه‌ای از سوی دولت آرژانتین در مورد بازداشت احمد وحیدی، وزیر دفاع پیشنهادی محمود احمدی‌نژاد، کاردار سفارت آرژانتین در تهران روز دوشنبه به وزارت امور خارجه احضار و در دیدار با رئیس اداره دوم وزارت خارجه «مراتب اعتراض شدید جمهوری اسلامی به وی ابلاغ شد.» رادیو فردا
- ۳۷ هزار هکتار زمین بر اثر آتش‌سوزی در یونان سوخت

بنا به گزارش های رسیده از یونان، از روز شنبه ۲۲ اوت بیش از ۹۰ مورد آتش سوزی جدید آغاز شده و بیش از ۳۷ هزار هکتار از زمین های سبز در این کشور در آتش سوخته است. یک فرماندار محلی آتن آتش سوزی رخ داده را «فاجعه زیست محیطی» خواند. این آتش سوزی ها باعث از بین رفتن بافت جنگلی و سبز در ۱۵۰ کیلومتر مربع در اطراف آتن و فرار تقریبا تمام ۱۰ هزار سکنه منطقه آجیوس استفانوس (در ۲۳ کیلومتری شمال شرق آتن) با پای پیاده یا با اتومبیل از محل سکونت خود شد. با اینحال شدت تندبادهایی که در سه روز گذشته باعث گسترش آتش سوزی گسترده در شمال آتن، پایتخت یونان شده بود کاهش یافته است و آتش نشانان موفق شده اند در برخی نقاط آتش را تحت کنترل درآورند. بی بی سی فارسی

## ۲۶ اوت ۲۰۰۹
- علی خامنه ای: با تخلفات و جنایات پس از انتخابات برخورد می شود

آیت‌الله علی خامنه‌ای، رهبر ایران، روز چهارشنبه در دیدار با اعضاء و نمایندگان تشکل های مختلف دانشجویی با بیان اینکه «در حوادث پس از انتخابات، تخلفات و جنایاتی صورت گرفته است که به طور قطع با آنها برخورد خواهد شد» وابستگی رهبران اعتراضات به بیگانگان را رد کرد. خامنه‌ای همچنین درباره حمله نیروهای امنیتی به کوی دانشگاه تهران اظهار داشت: «در حادثه کوی دانشگاه تخلفات بزرگی انجام شده که پرونده ویژه‌ای برای آن تشکیل شده تا مجرمان بدون توجه به وابستگی سازمانی، به مجازات برسند.» وی با تقدیر از آنچه خدمات پلیس امنیت، پلیس انتظامی و بسیج در حوادث پس از انتخابات عنوان کرد، گفت: «این خدمات بزرگ نباید موجب رسیدگی نکردن به برخی جرائم شود و اگر کسی با وابستگی به هر کدام از این سازمانها، تخلف و جرمی مرتکب شده، باید کاملا رسیدگی شود.» با اینحال خامنه‌ای با معدود دانستن تعداد کشته شدگان در ناآرامی‌های هفته‌های گذشته، گفت سازماندهی اعتراض ها به نتیجه انتخابات ریاست جمهوری منجر به «هتک آبروی نظام در مقابل ملت ها شد» و عده ای سعی دارند به جای این موضوع، نحوه برخورد با زندانیان در بازداشتگاه کهریزک و حمله به کوی دانشگاه را به عنوان موضوع اصلی مطرح کنند. رادیو فردا، بی بی سی فارسی
- دفتر خاتمی اتهام‌های وارد شده در دادگاه را «کذب و بی‌اساس» خواند

دفتر محمد خاتمی، رئیس جمهوری پیشین ایران، روز چهارشنبه با صدور اطلاعیه‌ای ضمن «ناصواب و مخرب» خواندن روند دادگاه روز سه‌شنبه، مطالب مطرح شده در رابطه با وی را «کذب و بی اساس» خواند و از مسئولان امر خواست تا از گسترش آنچه وی «بداخلاقی‌ها و اعمال خلاف شرع و قانون» نامید، جلوگیری به عمل آورند. در دادگاه روز سه شنبه هم در کیفر خواست و هم از زبان برخی متهمان دادگاه فعالان سیاسی و روزنامه نگاران بازداشت شده پس از انتخابات، از روابط خاتمی با «جورج سوروس» میلیاردر آمریکایی یاد شد که در کیفر خواست، وی را «پدر انقلاب‌های مخملی» نام داده بودند. رادیو فردا
- ادوارد کندی درگذشت

سناتور ادوارد کندی، ‌برادر جان اف کندی و یکی از برجسته‌ترین سناتورهای تاریخ ایالات متحده و از حامیان باراک اوباما، در سن ۷۷ سالگی و پس از یک سال مبارزه با سرطان مغز، درگذشت. سناتور کندی، از ایالت ماساچوست، نزدیک به نیم قرن در سنای آمریکا حضور داشت. وی در سنای آمریکا در زمینه قانونگذاری از جمله درباره بهداشت، حقوق مدنی، آموزش و مهاجرت تلاش‌های چشمگیری داشت. سی‌ان‌ان، رویترز، بی بی سی دیلی‌نیوز رادیو فردا
- دفتر هاشمی: مشایی و احمدی‌نژاد پاسخگو باشند

دفتر اکبر هاشمی رفسنجانی در واکنش به اظهارات اسفندیار رحیم‌مشایی، آنرا «غلط، غیرمنطقی»، و از جمله «توهماتی» دانست که مشابه سخنان رئیس ‌جمهوری در مناظره معروف بوده و پیش‌تر علی خامنه‌ای «همگان را از آن برحذر» داشته بود. دفتر هاشمی، اعلام کرد که مشایی و محمود احمدی‌نژاد باید در «دادگاه صالحه» پاسخگوی اتهاماتی باشند که متوجه رئیس مجمع تشخیص مصلحت نظام کرده‌اند. رحیم مشایی چند روز پیش در جمع گروهی از فعالان ستاد انتخاباتی آقای احمدی‌نژاد، اتهاماتی متوجه هاشمی رفسنجانی کرده بود و از جمله گفته بود که در سال‌های اخیر «آقای هاشمی مایل بود از پشتیبانی عمومی و مردمی برای فشار بر رهبری استفاده کند تا مشی رهبری در اداره امور کشور تغییر کرده و آنچه که آنها مایل بودند، اتفاق بیفتد.» رادیو زمانه
- سید عبدالعزیز حکیم درگذشت

سید عبدالعزیز حکیم، یکی از رهبران بلندپایه شیعیان عراق و رئیس مجلس اعلای انقلاب اسلامی این کشور، در سن ۵۶ سالگی بر اثر سرطان ریه در تهران درگذشت. به گزارش خبرگزاری فرانسه، حکیم ۵۳ ساله که بسیار سیگار می‌کشید، به علت سرطان ریه، سال‌ها در تهران تحت مداوا بود که ظهر امروز چهارشنبه بر اثر همین بیماری از دنیا رفت. تابناک، رادیو زمانه

## ۲۷ اوت ۲۰۰۹
- تاکید اسرائیل و آلمان بر لزوم توقف برنامه هسته ای ایران

آنگلا مرکل، صدر اعظم آلمان و بنیامین نتانیاهو نخست وزیر اسرائیل، ضمن تاکید بر وجود گزینه تحریم های سخت گیرانه‌تر، بار دیگر خواستار توقف برنامه هسته‌ای ایران شدند. مرکل پس از دیدار در کشور خود با آقای نتانیاهو، در یک کنفرانس خبری اعلام کرد: «در صورتی که ایران تا ماه سپتامبر تمایل خود را برای مذاکره بر سر برنامه اتمی اش نشان ندهد با تحریم های تازه روبرو خواهد شد». تنها یک روز پیشتر نیکولا سارکوزی، رئیس جمهور فرانسه نیز درباره نیات واقعی ایران در برنامه هسته‌ای خود، ابراز تردید کرده و نسبت به احتمال وضع تحریم های شدیدتر هشدار داده بود. بی بی سی فارسی
- با شمارش ۱۷ درصد از آرا، کرزی همچنان پیشتاز است

بر پایه نتایج اعلام شده از شمارش ۱۷ درصد از آرای انتخابات ریاست‌ جمهوری افغانستان، حامد کرزی با کسب ۴۳ درصد از آرای شمارش شده، توانسته است از رقیب خود عبدالله عبدالله با ۳۴ درصد، پیشی بگیرد اما با این حال هنوز به حد نصاب برای پیروزی در دور نخست دست نیافته است. رادیو فردا
- پاسخ منتظری به نامه روزنامه‌نگاران و فعالان

آیت الله حسینعلی منتظری، از مراجع تقلید شیعه در قم، در پاسخ به نامه ۲۹۳ نفر از روشنفکران و نخبگان، رویدادهای پس از انتخابات ریاست جمهوری را «بحران ویرانگر» خوانده و تاکید کرده است تاکنون بارها تذاکرات و راه حل هایی را برای خروج از این بحران ارائه کرده است. وی با انتقاد از «دادگاه های نمایشی» گفته است: «مسئولین شجاعت این را داشته باشند که اعلام‏ ‏کنند این حکومت نه جمهوری است و نه اسلامی و هیچ کس هم حق‏ ‏اعتراض و اظهارنظر و انتقاد ندارد.» منتظری در بخش دیگری از این پاسخ، از مسئولین امر حکومت خواسته است تا از آنچه وی «در پیش گرفتن راه انحرافی»، خواند دست برداشته و «زندانیان بی‌گناه» را آزاد کنند و با پایان دادن به «سناریوهای نمایشی دادگاه‌ها و پخش اعترافات آن چنانی»، قضاء اسلامی را مورد تمسخر قرار ندهند. رادیو فردا، بی‌بی‌سی فارسی

## ۲۸ اوت ۲۰۰۹
- خاتمی: کسانی که مردم را به رگبار بستند محاکمه شوند

محمد خاتمی، رئیس جمهور پیشین ایران، در دیدار با اعضای جبهه اصلاحات، با انتقاد شدید از مسببان رویدادهای پس از انتخابات، خواستار محاکمه علنی کسانی شد که  مردم را «در خیابان‌ها به رگبار بستند» و بار دیگر تاکید کرد که اصلاح‌طلبان باید در صحنه سیاسی ایستادگی کنند. وی از برخی از خطیبان نماز جمعه نیز به خاطر «اهانت به شخصیت‌های برجسته نظام و مراجع شیعه» به‌شدت انتقاد کرد و گفت که آنان در نزد مردم از اعتباری برخوردار نیستند. رادیو فردا
- گزارش تازه آژانس درباره برنامه هسته‌ای ایران

آژانس بین المللی انرژی اتمی در تازه‌ترین گزارش خود درباره برنامه هسته‌ای ایران روز جمعه اعلام کرد: «به رغم این که ایران کمی میزان تولید سوخت هسته ای خود را کاهش داده است ، ولی این کشور به سوالات موجود درباره ابعاد احتمالی نظامی این برنامه پاسخ نداده است.» رادیو فردا

## ۲۹ اوت ۲۰۰۹
- نامه دیدبان حقوق بشر به رئیس جدید قوه قضائیه ایران

دیدبان حقوق بشر در نامه‌ای از آیت‌الله صادق اردشیر لاریجانی، رئیس جدید قوه قضائیه خواست تا هر چه سریعتر تحقیقات بی‌طرفانه‌ای را برای مشخص کردن نقش مقام‌های بلندپایه جمهوری اسلامی ایران در حملات به تجمع‌های مسالمت‌‌آمیز معترضان به نتایج انتخابات ریاست جمهوری و شکنجه زندانیان آغاز کند. این نهاد مدافع حقوق بشر همچنین از قوه قضائیه ایران خواسته تا در مورد نقش حسین طائب، فرمانده نیروهای مقاومت بسیج، اسماعیل احمدی مقدم، فرمانده نیروی انتظامی، غلامحسین رمضانی، رئیس  حفاظت اطلاعات سپاه پاسداران و سعید مرتضوی، دادستان تهران در سرکوب معترضان به نتایج انتخابات ریاست جمهوری تحقیق کند. رادیو فردا
- محمود احمدی نژاد خواستار مجازات شخصیت‌های سیاسی مخالف شد

محمود احمدی نژاد خواستار پیگرد کسانی شد که، به گفته وی، اغتشاشات بعد از انتخابات را سازمان داده بودند و اذعان داشت «باید با کسانی که سازماندهی و تحریک کردند و خط دشمن را پیاده کردند، برخورد جدی شود». وی چنین برخوردی را نشانه عدالت دانست. لس آنجلس تایمز
- اعلام جزئیات کشتی ایرانی حامل اسلحه

امارات متحده عربی اعلام کرد که کشتی باری که در ۱۴ اوت توقیف شده بود، مبدا آن کره شمالی بوده و حامل تسلیحات برای جمهوری اسلامی ایران بوده است. به گفته دیپلماتهای سازمان ملل متحد حمل این سلاح ها در تناقض با تحریم های سازمان ملل متحد بوده است. رویترز، بی بی سی فارسی
- دیسکاوری به فضا پرتاب شد

یکصد و بیست و هشتمین ماموریت فضایی شاتلهای فضایی ناسا با پرتاب فضاپیمای دیسکاوری از سواحل فلوریدا بسوی مدار زمین انجام گرفت. اسپیس

## ۳۰ اوت ۲۰۰۹
- نخستین جلسهٔ رأی اعتماد کابینهٔ دوم احمدی‌نژاد برگزار شد

نمایندگان مجلس شورای اسلامی، کار بررسی رأی اعتماد کابینهٔ پیشنهادی محمود احمدی‌نژاد را آغاز کردند. در جلسهٔ امروز مجلس،  علی‌اصغر یوسف‌نژاد، محمدرضا باهنر، علی مطهری، احمد توکلی، محمدمهدی شهریاری و مصطفی کواکبیان به عنوان مخالفان و حسین گروسی، علی کریمی فیروزجایی، حسین اسلامی، سیدکاظم دلخوش، عبدالمحمد بابا احمدی، حیدری، فاطمه آلیا، مرتضی آقاتهرانی، سیدمحمدرضا میرتاج‌الدینی، علی‌اکبر آقایی و ستار هدایت‌خواه به عنوان موافقان کابینهٔ پیشنهادشده سخنرانی کردند. بی‌بی‌سی فارسی
- ابراز نگرانی علی خامنه ای از آموزش علوم انسانی غیر بومی-اسلامی در دانشگاه ها

علی خامنه‌ای، رهبر جمهوری اسلامی ایران، با تاکید بر ضعیف بودن مراکز علمی و دانشگاهها در زمینه کار بومی و تحقیقات اسلامی در علوم انسانی از جمله بدلیل محدود بودن نسبی اساتید مبرّز و معتقد به جهان بینی اسلامی رشته های علوم انسانی، از تعداد زیاد دانشجویان در این رشته ابراز نگرانی کرد. وی با بیان اینکه بسیاری از علوم انسانی مبتنی بر فلسفه هایی است که مبانی آنها مادیگری و بی اعتقادی به تعالیم الهی و اسلامی است، آموزش این علوم در دانشگاههای کشور را موجب «بی اعتقادی به تعالیم الهی و اسلامی» و باعث منجرشدن به «ترویج شکاکیت و تردید در مبانی دینی و اعتقادی» دانست. رادیو فردا،بی بی سی فارسی ، پایگاه اطلاع رسانی رهبر ج.ا

## ۳۱ اوت ۲۰۰۹
- منتظری: مشروعیت ولایت از مردم است

آیت‌الله حسین‌علی منتظری مرجع تقلید شیعه در پاسخ به پرسشی در رابطه با نقش رضایت اکثریت مردم در «جواز تصرف در حکومت» گفت که مشروعیت ولایت با انتخاب «صحیح و آزاد» مردم محقق می‌شود و بدون آن «مشروعیت و مقبولیتی» ندارد. منتظری همچنین در پاسخ به این پرسش که آیا امامان شیعه، تکیه بر قوه قهریه و نظامی برای تصرف حکومت را مجاز شمرده‌اند، گفته است: «در تاریخ ثبت نشده است که امامان شیعه برای گرفتن قدرت و حاکمیت، متوسل به زور و سلاح شده باشند.» رادیو زمانه
- آغاز طرح «انضباط اجتماعی» در مناطق مرکزی تهران

نیروی انتظامی جمهوری اسلامی ایران از دوشنبه، نهم شهریور، مرحله جدید اجرای طرح موسوم به انضباط اجتماعی را در مناطق مرکزی تهران آغاز کرد. پیشتر اسماعیل احمدی مقدم، فرمانده نیروی انتظامی، روز پنج‌شنبه تأکید کرده بود که «طرح‌های انضباط اجتماعی و امنیت اجتماعی که تحت‌تأثیر انتخابات قرار گرفته بود دوباره آغاز خواهد شد.» رادیو فردا